# Clemastină
Clemastina este un antihistaminic H1 derivat de pirolidină, de generația 1, fiind utilizat în tratamentul diferitelor alergii. Prezintă acțiune antihistaminică, antipruriginoasă și antiexsudativă. Molecula a fost patentată în anul 1960 și a fost aprobată pentru uz medical în 1967.

## Utilizări medicale
Clemastina este utilizată ca tratament simptomatic în alergii:
- Rinită alergică, febra fânului
- Urticarie, prurit, dermatoze însoțite de prurit
- Eczeme acute  și  cronice, dermatită  de  contact și erupții medicamentoase (adjuvant).

## Reacții adverse
Fiind un antihistaminic H1 de generația 1, poate produce sedare și somnolență.